# Прапор Теплодара
Пра́пор Теплода́ра затверджений 2005 року рішенням 23 сесії Теплодарської міської ради.

## Опис
Прапор міста Теплодар: прямокутне полотнище зі співвідношенням сторін ширини до довжини 2:3, розділене на три горизонтальні смуги — синього (2/5 частини висоти), срібного (1/5) та золотого (2/5) кольорів.
Срібна смуга за пропорціями вдвічі менша за інші та розташована всередині, між синьою та золотою смугами, об’єднує два основних кольори національного прапора двічі меншим за пропорціями місцевим срібним кольором.
У верхньому лівому куті прапора, в центрі першої треті від древка, на синій смузі, розміщено малий герб міста Теплодар.
В основі створення прапора лежить символіка і колористика герба міста Теплодар.